# Chlamydopsis doutti
Chlamydopsis doutti är en skalbaggsart som beskrevs av Michael S. Caterino 2007. Chlamydopsis doutti ingår i släktet Chlamydopsis och familjen stumpbaggar. Inga underarter finns listade i Catalogue of Life.